# Calathusa delosticha
Calathusa delosticha är en fjärilsart som beskrevs av Turner 1904. Calathusa delosticha ingår i släktet Calathusa och familjen trågspinnare. Inga underarter finns listade i Catalogue of Life.